# Violet Webb
Violet Webb, född 3 februari 1915 i Willesden i Storlondon, död 27 maj 1999 i Northwood, var en brittisk friidrottare.
1932 deltog hon vid Olympiska spelen i Los Angeles, under tävlingarna vann hon bronsmedalj med stafettlaget (med Eileen Hiscock, Gwendoline Porter, Webb som tredje löpare och Nellie Halstead) på 4 x 100 meter.
Webb blev olympisk bronsmedaljör på 4 x 100 meter vid sommarspelen 1932 i Los Angeles och bronsmedaljör på 80 meter häcklöpning vid damolympiaden 1934 i London.